# Olympische Sommerspiele 2020/Teilnehmer (Rumänien)
| Gelbes Symbol für Goldmedaillen mit stilisierten Olympischen Ringen | Graues Symbol für Silbermedaillen mit stilisierten Olympischen Ringen | Braundes Symbol für Bronzemedaillen mit stilisierten Olympischen Ringen |
| ------------------------------------------------------------------- | --------------------------------------------------------------------- | ----------------------------------------------------------------------- |
| 1                                                                   | 3                                                                     | —                                                                       |

Rumänien nahm an den Olympischen Spielen 2020 in Tokio mit 102 Sportlern in 17 Sportarten teil. Es war die insgesamt 22. Teilnahme an Olympischen Sommerspielen.

## Medaillengewinner

### Gold
| Name                                        | Sportart | Wettkampf           |
| ------------------------------------------- | -------- | ------------------- |
| Nicoleta-Ancuța Bodnar Simona Geanina Radiș | Rudern   | Doppelzweier Frauen |

### Silber
| Name                                                                                     | Sportart | Wettkampf              |
| ---------------------------------------------------------------------------------------- | -------- | ---------------------- |
| Ana Maria Popescu                                                                        | Fechten  | Degen Einzel           |
| Mihăiță-Vasile Țigănescu Mugurel Vasile Semciuc Ștefan-Constantin Berariu Cosmin Pascari | Rudern   | Vierer ohne Steuermann |
| Marius-Vasile Cozmiuc Ciprian Tudosă                                                     | Rudern   | Zweier ohne Steuermann |

## Teilnehmer nach Sportarten

### Basketball

#### 3×3 Basketball
| Wettbewerb    | Damen |
| ------------- | --- |
| Athleten      | Claudia Cuic Gabriela Mărginean Ancuţa Stoenescu Sonia Ursu-Kim                                                       |
| Gruppenphase  | China (10–21) Japan (8–20) Italien (14–22) Vereinigte Staaten (11–22) Mongolei (22–14) ROC (12–21) Frankreich (12–22) |
| Viertelfinale | ausgeschieden |
| Halbfinale    | ausgeschieden |
| Finale        | ausgeschieden |
| Platzierung   | 7. Platz |

### Bogenschießen
| Athleten             | Wettbewerb | Qualifikation | Qualifikation | 1. Runde | 1. Runde | 2. Runde      | 2. Runde      | Achtelfinale  | Achtelfinale  | Viertelfinale | Viertelfinale | Halbfinale    | Halbfinale    | Finale        | Finale        | Rang          |
| Athleten             | Wettbewerb | Ringe         | Rang          | Gegner   | Ergebnis | Gegner        | Ergebnis      | Gegner        | Ergebnis      | Gegner        | Ergebnis      | Gegner        | Ergebnis      | Gegner        | Ergebnis      | Rang          |
| -------------------- | ---------- | ------------- | ------------- | -------- | -------- | ------------- | ------------- | ------------- | ------------- | ------------- | ------------- | ------------- | ------------- | ------------- | ------------- | ------------- |
| Frauen               |            |               |               |          |          |               |               |               |               |               |               |               |               |               |               |               |
| Madalina Amaistroaie | Einzel     | 634           | 37            | X. Long  | 2:6      | ausgeschieden | ausgeschieden | ausgeschieden | ausgeschieden | ausgeschieden | ausgeschieden | ausgeschieden | ausgeschieden | ausgeschieden | ausgeschieden | ausgeschieden |

### Boxen
| Athleten              | Wettbewerb               | 1. Runde   | 1. Runde | Achtelfinale  | Achtelfinale  | Viertelfinale | Viertelfinale | Halbfinale    | Halbfinale    | Finale        | Finale        | Rang |
| Athleten              | Wettbewerb               | Gegner     | Ergebnis | Gegner        | Ergebnis      | Gegner        | Ergebnis      | Gegner        | Ergebnis      | Gegner        | Ergebnis      | Rang |
| --------------------- | ------------------------ | ---------- | -------- | ------------- | ------------- | ------------- | ------------- | ------------- | ------------- | ------------- | ------------- | ---- |
| Frauen                |                          |            |          |               |               |               |               |               |               |               |               |      |
| Maria Claudia Nechita | Fliegengewicht bis 57 kg | Freilos    | Freilos  | R. Ali        | 5:0           | S. Irie       | 2:3           | ausgeschieden | ausgeschieden | ausgeschieden | ausgeschieden | 5    |
| Männer                |                          |            |          |               |               |               |               |               |               |               |               |      |
| Cosmin Gîrleanu       | Fliegengewicht bis 52 kg | D. Assenow | 0:5      | ausgeschieden | ausgeschieden | ausgeschieden | ausgeschieden | ausgeschieden | ausgeschieden | ausgeschieden | ausgeschieden | 17   |

### Fechten
| Athleten          | Wettbewerb   | 1. Runde   | 1. Runde | 2. Runde           | 2. Runde | Achtelfinale | Achtelfinale | Viertelfinale | Viertelfinale | Halbfinale / Klassifikation | Halbfinale / Klassifikation | Finale / Platzierung | Finale / Platzierung | Rang          |
| Athleten          | Wettbewerb   | Gegner     | Ergebnis | Gegner             | Ergebnis | Gegner       | Ergebnis     | Gegner        | Ergebnis      | Gegner                      | Ergebnis                    | Gegner               | Ergebnis             | Rang          |
| ----------------- | ------------ | ---------- | -------- | ------------------ | -------- | ------------ | ------------ | ------------- | ------------- | --------------------------- | --------------------------- | -------------------- | -------------------- | ------------- |
| Frauen            |              |            |          |                    |          |              |              |               |               |                             |                             |                      |                      |               |
| Ana Maria Popescu | Degen Einzel | Freilos    | Freilos  | K. T. Abdul Rahman | 15:10    | Song S.-r.   | 15:6         | J. Beljajeva  | 15:8          | K. Lehis                    | 15:11                       | Y. Sun               | 10:11                | Silber        |
| Männer            |              |            |          |                    |          |              |              |               |               |                             |                             |                      |                      |               |
| Iulian Teodosiu   | Säbel Einzel | S. Mamutov | 15:11    | L. Curatoli        | 15:13    | E. Berrè     | 12:15        | ausgeschieden | ausgeschieden | ausgeschieden               | ausgeschieden               | ausgeschieden        | ausgeschieden        | ausgeschieden |

### Fußball
Durch den Halbfinaleinzug bei der U21-Europameisterschaft 2019 hat sich die rumänische Männermannschaft qualifiziert.
| Wettbewerb      | Männer (Spiele/Tore) |
| --------------- | --- |
| Athleten        | Mihai Aioani (3/0) Tudor Băluță (2/0) Radu Boboc (2/0) Andrei Ciobanu (3/0) Alex Dobre (3/0) Marco Dulca (3/0) Eduard Florescu (2/0) George Ganea (3/0) Valentin Gheorghe (3/0) Virgil Ghiță (3/0) Ricardo Grigore (3/0) Marius Marin (3/0) Alex Pașcanu (2/0) Mihai Popa Andrei Rațiu (2/0) Antonio Sefer (3/0) Andrei Sîntean (3/0) Florin Ștefan (2/0) |
| Trainer         | Mirel Rădoi |
| P-Akkreditierte | Andrei Chindriș (1/0) Ronaldo Deaconu (1/0) Ion Gheorghe (1/0) Ștefan Târnovanu |
| Gruppenphase    | Honduras (1:0) Südkorea (0:4) Neuseeland (0:0) |
| Viertelfinale   | ausgeschieden |
| Halbfinale      | ausgeschieden |
| Finale          | ausgeschieden |
| Platzierung     | Gruppendritter |

### Judo
| Athleten          | Wettbewerb  | 1. Runde  | 1. Runde | 2. Runde | 2. Runde | Achtelfinale  | Achtelfinale  | Viertelfinale | Viertelfinale | Halbfinale / Trostrunde | Halbfinale / Trostrunde | Finale / Platz 3 | Finale / Platz 3 | Rang |
| Athleten          | Wettbewerb  | Gegner    | Ergebnis | Gegner   | Ergebnis | Gegner        | Ergebnis      | Gegner        | Ergebnis      | Gegner                  | Ergebnis                | Gegner           | Ergebnis         | Rang |
| ----------------- | ----------- | --------- | -------- | -------- | -------- | ------------- | ------------- | ------------- | ------------- | ----------------------- | ----------------------- | ---------------- | ---------------- | ---- |
| Frauen            |             |           |          |          |          |               |               |               |               |                         |                         |                  |                  |      |
| Andreea Chițu     | bis 52 kg   | Nguyễn T. | 10:0     | —        | —        | O. Giuffrida  | 0:10          | ausgeschieden | ausgeschieden | ausgeschieden           | ausgeschieden           | ausgeschieden    | ausgeschieden    | 9    |
| Männer            |             |           |          |          |          |               |               |               |               |                         |                         |                  |                  |      |
| Alexandru Raicu   | bis 73 kg   | Freilos   | Freilos  | S. Ōno   | 0:10     | ausgeschieden | ausgeschieden | ausgeschieden | ausgeschieden | ausgeschieden           | ausgeschieden           | ausgeschieden    | ausgeschieden    | 17   |
| Vlăduț Simionescu | über 100 kg | A. Omar   | 10:0     | —        | —        | J. Chammo     | 0:1           | ausgeschieden | ausgeschieden | ausgeschieden           | ausgeschieden           | ausgeschieden    | ausgeschieden    | 9    |

### Kanu

#### Kanurennsport
| Athleten                         | Wettbewerb | Vorlauf      | Vorlauf | Viertelfinale | Viertelfinale | Halbfinale    | Halbfinale    | Finale A/B    | Finale A/B    | Rang          |
| Athleten                         | Wettbewerb | Zeit         | Rang    | Zeit          | Rang          | Zeit          | Rang          | Zeit          | Rang          | Rang          |
| -------------------------------- | ---------- | ------------ | ------- | ------------- | ------------- | ------------- | ------------- | ------------- | ------------- | ------------- |
| Männer                           |            |              |         |               |               |               |               |               |               |               |
| Cătălin Chirilă                  | C-1 1000 m | 4:05,617 min | 1       | —             | —             | 4:09,397 min  | 6             | 4:03,973 min  | 3             | 11            |
| Victor Mihalachi                 | C-1 1000 m | 4:39,865 min | 5       | 4:15,007 min  | 5             | ausgeschieden | ausgeschieden | ausgeschieden | ausgeschieden | ausgeschieden |
| Cătălin Chirilă Victor Mihalachi | C-2 1000 m | 4:00,459 min | 5       | 3:51,565 min  | 3             | 3:27,399 min  | 2             | 3:29,285 min  | 5             | 5             |

### Leichtathletik
Laufen und Gehen 
| Athleten        | Wettbewerb  | Runde 1     | Runde 1 | Halbfinale    | Halbfinale    | Finale        | Finale        | Rang          |
| Athleten        | Wettbewerb  | Zeit        | Rang    | Zeit          | Rang          | Zeit          | Rang          | Rang          |
| --------------- | ----------- | ----------- | ------- | ------------- | ------------- | ------------- | ------------- | ------------- |
| Frauen          |             |             |         |               |               |               |               |               |
| Claudia Bobocea | 1500 m      | 4:09,19 min | 11      | ausgeschieden | ausgeschieden | ausgeschieden | ausgeschieden | ausgeschieden |
| Männer          |             |             |         |               |               |               |               |               |
| Marius Cocioran | 50 km Gehen | —           | —       | —             | —             | 4:01:43 h     | 24            | 24            |

 Springen und Werfen 
| Athleten                 | Wettbewerb  | Qualifikation | Qualifikation | Finale        | Finale        | Rang |
| Athleten                 | Wettbewerb  | Weite/Höhe    | Rang          | Weite/Höhe    | Rang          | Rang |
| ------------------------ | ----------- | ------------- | ------------- | ------------- | ------------- | ---- |
| Frauen                   |             |               |               |               |               |      |
| Daniela Stanciu          | Hochsprung  | 1,90 m        | 18            | ausgeschieden | ausgeschieden | 18   |
| Florentina Iușco         | Weitsprung  | 6,36 m        | 20            | ausgeschieden | ausgeschieden | 20   |
| Alina Rotaru-Kottmann    | Weitsprung  | 6,51 m        | 17            | ausgeschieden | ausgeschieden | 17   |
| Bianca Ghelber           | Hammerwurf  | 71,72 m       | 11            | 74,18 m       | 6             | 6    |
| Männer                   |             |               |               |               |               |      |
| Andrei Toader            | Kugelstoßen | 19,81 m       | 26            | ausgeschieden | ausgeschieden | 26   |
| Alin Alexandru Firfirică | Diskuswurf  | 61,90 m       | 16            | ausgeschieden | ausgeschieden | 16   |
| Alexandru Novac          | Speerwurf   | 83,27 m       | 7             | 79,29 m       | 12            | 12   |

### Radsport

#### Straße
| Athleten             | Wettbewerb    | Zeit | Rang |
| -------------------- | ------------- | ---- | ---- |
| Männer               |               |      |      |
| Eduard-Michael Grosu | Straßenrennen | DNF  | –    |

#### Mountainbike
| Athleten     | Wettbewerb    | Zeit      | Rang |
| ------------ | ------------- | --------- | ---- |
| Männer       |               |           |      |
| Vlad Dascălu | Cross-Country | 1:26:03 h | 7    |

### Ringen

#### Freier Stil
Legende: G = Gewonnen, V = Verloren, S = Schultersieg
| Athleten       | Wettbewerb       | Achtelfinale     | Achtelfinale | Viertelfinale | Viertelfinale | Halbfinale    | Halbfinale    | Hoffnungsrunde Halbfinale | Hoffnungsrunde Halbfinale | Hoffnungsrunde Finale | Hoffnungsrunde Finale | Finale        | Finale        | Rang |
| Athleten       | Wettbewerb       | Gegner           | Ergebnis     | Gegner        | Ergebnis      | Gegner        | Ergebnis      | Gegner                    | Ergebnis                  | Gegner                | Ergebnis              | Gegner        | Ergebnis      | Rang |
| -------------- | ---------------- | ---------------- | ------------ | ------------- | ------------- | ------------- | ------------- | ------------------------- | ------------------------- | --------------------- | --------------------- | ------------- | ------------- | ---- |
| Frauen         |                  |                  |              |               |               |               |               |                           |                           |                       |                       |               |               |      |
| Alina Vuc      | Klasse bis 50 kg | M. Selischka     | V 0:6        | ausgeschieden | ausgeschieden | ausgeschieden | ausgeschieden | ausgeschieden             | ausgeschieden             | ausgeschieden         | ausgeschieden         | ausgeschieden | ausgeschieden | 14   |
| Andreea Ana    | Klasse bis 53 kg | W. Kaladsinskaja | V 0:10       | ausgeschieden | ausgeschieden | ausgeschieden | ausgeschieden | ausgeschieden             | ausgeschieden             | ausgeschieden         | ausgeschieden         | ausgeschieden | ausgeschieden | 16   |
| Kriszta Incze  | Klasse bis 62 kg | M. Sastin        | G 3:1        | A. Tynybekowa | V 0:6S        | ausgeschieden | ausgeschieden | A. Grigorjeva             | V 7:14                    | ausgeschieden         | ausgeschieden         | ausgeschieden | ausgeschieden | 8    |
| Männer         |                  |                  |              |               |               |               |               |                           |                           |                       |                       |               |               |      |
| Albert Saritov | Klasse bis 97 kg | A. Conyedo       | V 1:6        | ausgeschieden | ausgeschieden | ausgeschieden | ausgeschieden | ausgeschieden             | ausgeschieden             | ausgeschieden         | ausgeschieden         | ausgeschieden | ausgeschieden | 14   |

#### Griechisch-römischer Stil
Legende: G = Gewonnen, V = Verloren, S = Schultersieg
| Athleten             | Wettbewerb        | Achtelfinale | Achtelfinale | Viertelfinale | Viertelfinale | Halbfinale    | Halbfinale    | Hoffnungsrunde Halbfinale | Hoffnungsrunde Halbfinale | Hoffnungsrunde Finale | Hoffnungsrunde Finale | Finale        | Finale        | Rang |
| Athleten             | Wettbewerb        | Gegner       | Ergebnis     | Gegner        | Ergebnis      | Gegner        | Ergebnis      | Gegner                    | Ergebnis                  | Gegner                | Ergebnis              | Gegner        | Ergebnis      | Rang |
| -------------------- | ----------------- | ------------ | ------------ | ------------- | ------------- | ------------- | ------------- | ------------------------- | ------------------------- | --------------------- | --------------------- | ------------- | ------------- | ---- |
| Männer               |                   |              |              |               |               |               |               |                           |                           |                       |                       |               |               |      |
| Alin Alexuc-Ciurariu | Klasse bis 130 kg | M. López     | V 0:9        | ausgeschieden | ausgeschieden | ausgeschieden | ausgeschieden | A. Mirzazadeh             | V 1:5                     | ausgeschieden         | ausgeschieden         | ausgeschieden | ausgeschieden | 12   |

### Rudern
Bei den Weltmeisterschaften 2019 qualifizierte sich das rumänische Team in sieben der 14 Bootskategorien für die Olympischen Spiele.
| Athleten | Wettbewerb                  | Vorlauf     | Vorlauf | Vorlauf       | Hoffnungslauf | Hoffnungslauf | Hoffnungslauf | Halbfinale  | Halbfinale | Halbfinale    | Finale         | Finale        | Rang   |
| Athleten | Wettbewerb                  | Zeit        | Platz   | Qualifikation | Zeit          | Platz         | Qualifikation | Zeit        | Platz      | Qualifikation | Zeit           | Platz         | Rang   |
| --- | --------------------------- | ----------- | ------- | ------------- | ------------- | ------------- | ------------- | ----------- | ---------- | ------------- | -------------- | ------------- | ------ |
| Frauen |                             |             |         |               |               |               |               |             |            |               |                |               |        |
| Nicoleta-Ancuța Bodnar Simona Geanina Radiș | Doppelzweier                | 6:49,79 min | 1       | Halbfinale    | –             | –             | –             | 7:04,31 min | 1          | Finale A      | 6:41,03 min OR | 1             | Gold   |
| Ionela-Livia Cozmiuc Gianina-Elena Beleagă | Leichtgewichts-Doppelzweier | 7:01,74 min | 1       | Halbfinale    | –             | –             | –             | 6:42,08 min | 3          | Finale A      | 6:49,06 min    | 6             | 6      |
| Adriana Ailincăi Iuliana Buhuş | Zweier ohne Steuerfrau      | 7:20,36 min | 2       | Halbfinale    | –             | –             | –             | 6:58,55 min | 4          | Finale B      | 7:01,02 min    | 3             | 9      |
| Mădălina Hegheş Elena Logofătu Cristina Georgiana Popescu Roxana Iuliana Anghel | Vierer ohne Steuerfrau      | 6:40,02 min | 3       | Hoffnungslauf | 6:47,38 min   | 3             | Finale B      | —           | —          | —             | 6:35,12 min    | 3             | 9      |
| Maria-Magdalena Rusu Viviana-Iuliana Bejinariu Georgiana Dedu Maria Tivodariu Ioana Vrînceanu Amalia Bereș Mădălina Bereș Denisa Tîlvescu Daniela Druncea (Stf.)                              | Achter                      | 6:09,95 min | 2       | Hoffnungslauf | 5:52,99 min   | 1             | Finale A      | —           | —          | —             | 6:04,06 min    | 6             | 6      |
| Männer |                             |             |         |               |               |               |               |             |            |               |                |               |        |
| Ioan Prundeanu Marian Enache | Doppelzweier                | 6:13,62 min | 3       | Halbfinale    | –             | –             | –             | 6:29,55 min | 5          | Finale B      | 6:16,86 min    | 3             | 9      |
| Marius-Vasile Cozmiuc Ciprian Tudosă | Zweier ohne Steuermann      | 6:33,86 min | 1       | Halbfinale    | –             | –             | –             | 6:13,51 min | 1          | Finale A      | 6:16,58 min    | 2             | Silber |
| Mihăiță-Vasile Țigănescu Mugurel Vasile Semciuc Ștefan-Constantin Berariu Cosmin Pascari | Vierer ohne Steuermann      | 6:03,51 min | 4       | Hoffnungslauf | 6:09,72 min   | 1             | Finale A      | —           | —          | —             | 5:43,13 min    | 2             | Silber |
| Alexandru Petrișor Chioseaua Florin Sorin Lehaci Constantin Radu Sergiu-Vasile Bejan Vlad Dragoș Aicoboae Constantin Adam Florin Nicolae Arteni-Fîntînariu Ciprian Huc Adrian Munteanu (Stm.) | Achter                      | 5:39,84 min | 3       | Hoffnungslauf | 5:27,14 min   | 5             | -             | —           | —          | —             | ausgeschieden  | ausgeschieden | 7      |

### Schießen
| Athleten             | Wettbewerb          | Qualifikation   | Qualifikation | Finale          | Finale        | Ringe/ Scheiben | Rang |
| Athleten             | Wettbewerb          | Ringe/ Scheiben | Rang          | Ringe/ Scheiben | Rang          | Ringe/ Scheiben | Rang |
| -------------------- | ------------------- | --------------- | ------------- | --------------- | ------------- | --------------- | ---- |
| Frauen               |                     |                 |               |                 |               |                 |      |
| Laura-Georgeta Coman | Luftgewehr 10 Meter | 628             | 9             | ausgeschieden   | ausgeschieden | 628             | 9    |

### Schwimmen
| Athleten              | Wettbewerb          | Vorlauf     | Vorlauf | Halbfinale    | Halbfinale    | Finale        | Finale        | Rang |
| Athleten              | Wettbewerb          | Zeit        | Rang    | Zeit          | Rang          | Zeit          | Rang          | Rang |
| --------------------- | ------------------- | ----------- | ------- | ------------- | ------------- | ------------- | ------------- | ---- |
| Frauen                |                     |             |         |               |               |               |               |      |
| Bianca-Andreea Costea | 50 m Freistil       | 25,61 s     | 31      | ausgeschieden | ausgeschieden | ausgeschieden | ausgeschieden | 31   |
| Bianca-Andreea Costea | 100 m Freistil      | 56,35 s     | 35      | ausgeschieden | ausgeschieden | ausgeschieden | ausgeschieden | 35   |
| Männer                |                     |             |         |               |               |               |               |      |
| David Popovici        | 50 m Freistil       | 22,77 s     | 40      | ausgeschieden | ausgeschieden | ausgeschieden | ausgeschieden | 40   |
| David Popovici        | 100 m Freistil      | 48,03 s     | 8       | 47,72 s       | 5             | 48,04 s       | 7             | 7    |
| David Popovici        | 200 m Freistil      | 1:45,32 min | 4       | 1:45,68 min   | 7             | 1:44,68 min   | 4             | 4    |
| Daniel Martin         | 100 m Schmetterling | 55,09 s     | 53      | ausgeschieden | ausgeschieden | ausgeschieden | ausgeschieden | 53   |
| Daniel Martin         | 100 m Rücken        | 56,91 s     | 38      | ausgeschieden | ausgeschieden | ausgeschieden | ausgeschieden | 38   |
| Robert Glință         | 100 m Rücken        | 53,67 s     | 12      | 53,20 s       | 8             | 52,95 s       | 8             | 8    |
| Robert Glință         | 200 m Rücken        | 1:59,18 min | 26      | ausgeschieden | ausgeschieden | ausgeschieden | ausgeschieden | 26   |

### Tennis
| Athleten                      | Wettbewerb | 1. Runde             | 1. Runde         | 2. Runde       | 2. Runde | Achtelfinale         | Achtelfinale  | Viertelfinale | Viertelfinale | Halbfinale    | Halbfinale    | Finale / Platz 3 | Finale / Platz 3 |
| Athleten                      | Wettbewerb | Gegner               | Ergebnis         | Gegner         | Ergebnis | Gegner               | Ergebnis      | Gegner        | Ergebnis      | Gegner        | Ergebnis      | Gegner           | Ergebnis         |
| ----------------------------- | ---------- | -------------------- | ---------------- | -------------- | -------- | -------------------- | ------------- | ------------- | ------------- | ------------- | ------------- | ---------------- | ---------------- |
| Frauen                        |            |                      |                  |                |          |                      |               |               |               |               |               |                  |                  |
| Mihaela Buzărnescu            | Einzel     | A. Riske             | 6:70, 7:5, 6:4   | M. Vondroušová | 1:6, 2:6 | ausgeschieden        | ausgeschieden | ausgeschieden | ausgeschieden | ausgeschieden | ausgeschieden | ausgeschieden    | ausgeschieden    |
| Raluca Olaru Monica Niculescu | Doppel     | Chan H.-c. / L. Chan | 7:5, 1:6, [10:6] | —              | —        | E. Perez / S. Stosur | 6:73, 5:7     | ausgeschieden | ausgeschieden | ausgeschieden | ausgeschieden | ausgeschieden    | ausgeschieden    |

### Tischtennis
| Athleten                                         | Wettbewerb | 1. Runde | 1. Runde | 2. Runde       | 2. Runde | 3. Runde             | 3. Runde      | Achtelfinale                    | Achtelfinale  | Viertelfinale     | Viertelfinale | Halbfinale    | Halbfinale    | Finale        | Finale        | Rang  |
| Athleten                                         | Wettbewerb | Gegner   | Ergebnis | Gegner         | Ergebnis | Gegner               | Ergebnis      | Gegner                          | Ergebnis      | Gegner            | Ergebnis      | Gegner        | Ergebnis      | Gegner        | Ergebnis      | Rang  |
| ------------------------------------------------ | ---------- | -------- | -------- | -------------- | -------- | -------------------- | ------------- | ------------------------------- | ------------- | ----------------- | ------------- | ------------- | ------------- | ------------- | ------------- | ----- |
| Frauen                                           |            |          |          |                |          |                      |               |                                 |               |                   |               |               |               |               |               |       |
| Elizabeta Samara                                 | Einzel     | —        | —        | —              | —        | Suthasini Sawettabut | 1:4           | ausgeschieden                   | ausgeschieden | ausgeschieden     | ausgeschieden | ausgeschieden | ausgeschieden | ausgeschieden | ausgeschieden | 17–32 |
| Bernadette Szőcs                                 | Einzel     | —        | —        | —              | —        | Liu Juan             | 2:4           | ausgeschieden                   | ausgeschieden | ausgeschieden     | ausgeschieden | ausgeschieden | ausgeschieden | ausgeschieden | ausgeschieden | 17–32 |
| Elizabeta Samara Bernadette Szőcs Daniela Dodean | Mannschaft | —        | —        | —              | —        | —                    | —             | Ägypten                         | 3:0           | Hongkong          | 1:3           | ausgeschieden | ausgeschieden | ausgeschieden | ausgeschieden | 5–8   |
| Männer                                           |            |          |          |                |          |                      |               |                                 |               |                   |               |               |               |               |               |       |
| Ovidiu Ionescu                                   | Einzel     | Yan Xin  | 4:1      | Gustavo Tsuboi | 1:4      | ausgeschieden        | ausgeschieden | ausgeschieden                   | ausgeschieden | ausgeschieden     | ausgeschieden | ausgeschieden | ausgeschieden | ausgeschieden | ausgeschieden | 33–48 |
| Mixed                                            |            |          |          |                |          |                      |               |                                 |               |                   |               |               |               |               |               |       |
| Ovidiu Ionescu Bernadette Szőcs                  | Doppel     | —        | —        | —              | —        | —                    | —             | Ľubomír Pištej Barbora Balážová | 4:1           | Xu Xin Liu Shiwen | 0:4           | ausgeschieden | ausgeschieden | ausgeschieden | ausgeschieden | 5–8   |

### Triathlon
| Athleten       | Wettbewerb | Zeit      | Rang |
| -------------- | ---------- | --------- | ---- |
| Männer         |            |           |      |
| Felix Duchampt | Einzel     | 1:49:06 h | 36   |

### Turnen

#### Gerätturnen
| Athleten          | Wettbewerb       | Qualifikation | Qualifikation | Finale        | Finale        | Rang |
| Athleten          | Wettbewerb       | Punkte        | Rang          | Punkte        | Rang          | Rang |
| ----------------- | ---------------- | ------------- | ------------- | ------------- | ------------- | ---- |
| Frauen            |                  |               |               |               |               |      |
| Maria Holbură     | Boden            | 12,200        | 65            | ausgeschieden | ausgeschieden | 65   |
| Maria Holbură     | Schwebebalken    | 12,700        | 43            | ausgeschieden | ausgeschieden | 43   |
| Larisa Iordache   | Schwebebalken    | 14,133        | 4             | ausgeschieden | ausgeschieden | 9    |
| Maria Holbură     | Stufenbarren     | 11,100        | 80            | ausgeschieden | ausgeschieden | 80   |
| Maria Holbură     | Mehrkampf Einzel | 49,166        | 65            | ausgeschieden | ausgeschieden | 65   |
| Männer            |                  |               |               |               |               |      |
| Marian Drăgulescu | Sprung           | 13.999        | 16            | ausgeschieden | ausgeschieden | 16   |